# Cure Bowl 2019
Match précédent Match suivant
Le Cure Bowl 2019 est un match de football américain de niveau universitaire joué après la saison régulière de 2019, le 21 décembre 2019 au Exploria Stadium d'Orlando dans l'État de Floride aux États-Unis,.
Il s'agit de la 5e édition du Cure Bowl.
Le match met en présence l'équipe Indépendante des Flames de Liberty et l'équipe des Eagles de Georgia Southern issue de la Sun Belt Conference.
Il débute à 14 h 30 locales et est retransmis à la télévision par CBS Sports Network.
Sponsorisé par la société FBC Mortgage, le match est officiellement dénommé le FBC Mortgage Cure Bowl 2019.
Liberty gagne le premier bowl de l'histoire du programme sur le score de 23 à 16.

## Présentation du match
| Équipes                                                                                                 | Conférences | Entraîneurs        | Stats. saison rég. | Classements avant le bowl | Classements avant le bowl | Classements avant le bowl |
| --- | ----------- | ------------------ | ------------------ | ------------------------- | ------------------------- | ------------------------- |
| Équipes                                                                                                 | Conférences | Entraîneurs        | Stats. saison rég. | CFP                       | AP                        | Coaches                   |
| Flames de Liberty                                                                                       | Ind.        | Hugh Freeze (en)   | 7 - 5              | NC                        | NC                        | NC                        |
| Eagles de Georgia Southern                                                                              | Sun Belt    | Chad Lunsford (en) | 7 - 5              | NC                        | NC                        | NC                        |
| Arbitre : Kevin Hassell (MWC) Équipe donnée favorite par les bookmakers : Georgia Southern par 6 points |             |                    |                    |                           |                           |                           |

Il s'agit de la 4e première rencontre entre ces deux équipes :
| Saison | Date              | Vainqueur        | Score   | Perdant          | Compétition                                |
| ------ | ----------------- | ---------------- | ------- | ---------------- | ------------------------------------------ |
| 1996   | 16 novembre 1996  | Liberty          | 14 - 45 | Georgia Southern | Saison régulière FCS - Statesboro, Géorgie |
| 1995   | 11 novembre 1995  | Georgia Southern | 7 - 6   | Liberty          | Saison régulière FCS - Lynchburg, Virginie |
| 1984   | 29 septembre 1984 | Liberty          | 11 - 48 | Georgia Southern | Saison régulière FCS - Statesboro, Géorgie |

### Flames de Liberty
Avec un bilan global en saison régulière de 7 victoires et 5 défaites, Liberty est éligible pour la première fois de son histoire et accepte l'invitation pour participer au Cure Bowl de 2019. C'est la première apparition de Liberty à un bowl depuis qu'ils ont intégré la NCAA Division I FBS.
À l'issue de la saison 2019, ils n'apparaissent pas dans les classements CFP, AP et Coaches.
| Postes      | Joueurs              | Statistiques                                                      |
| ----------- | -------------------- | ----------------------------------------------------------------- |
| Quarterback | Stephen Calvert      | 233/396 passes réussies pour 3 393 yards, 26 TDs, 5 interceptions |
| Coureur     | Frankie Hickson      | 165 courses pour 921 yards nets gagnés et 12 TDs                  |
| Receveur    | Antonio Gandy-Golden | 74 réceptions pour 1 333 yards et 9 TDs                           |

### Eagles de Georgia Southern
Avec un bilan global en saison régulière de 7 victoires et 5 défaites (5-3 en matchs de conférence), Georgia Southern est éligible et accepte l'invitation pour participer au Cure Bowl de 2019. Ils terminent 2e de la east Division de la Sun Belt Conference derrière #20 Appalachian State.
À l'issue de la saison 2019, ils n'apparaissent pas dans les classements CFP, AP et Coaches.
C'est leur première apparition au Cure Bowl, le troisième de l'histoire du programme.
| Postes      | Joueurs      | Statistiques                                           |
| ----------- | ------------ | ------------------------------------------------------ |
| Quarterback | Shai Werts   | 57/108 passes réussies pour 704, 9 TDs, 0 interception |
| Coureur     | J.D. King    | 175 courses pour 776 yards nets gagnés et 8 TDs        |
| Receveur    | Mark Michaud | 14 réceptions pour 218 yards et 4 TDs                  |

## Résumé du match
Résumé, vidéo et photos sur la page du site francophone The Blue Pennant.
Début du match à 14 h 37, fin à 18 h 15 pour une durée totale de jeu de 3 h 38 min.
Températures de 22 °C, vent d'E de 19 km/h, nuageux et pluie intermittente.
| QT            | Temps         | Drive         | Drive         | Drive         | Équipe        | Description de l'action | Score | Score |
| ------------- | ------------- | ------------- | ------------- | ------------- | ------------- | --- | ----- | ----- |
| QT            | Temps         | Jeux          | Yards         | TDP           | Équipe        | Description de l'action | LIB   | GASO  |
| 1             | 03:31         | 6             | 88            | 01:48         | LIB           | TD de 57 yards par WR Johnny Huntley à la suite d'une réception de passe de QB Steven Calvert + 1 point de conversion par K Alex Probert       | 7     | 0     |
| 2             | 14:53         | 7             | 79            | 03:38         | GASO          | TD à la suite d'une course de 10 yards par RB Wesley Kennedy III + 1 point de conversion par K Tyler Bass                                      | 7     | 7     |
| 2             | 13:22         | 6             | 75            | 01:31         | LIB           | TD à la suite d'une course de 3 yards par RB Joshua Mack mais la tentative de conversion à 1 point par K Tyler Bass échoue                     | 13    | 7     |
| 2             | 01:02         | 5             | 32            | 00:34         | LIB           | FG de 46 yards par K Alex Probert | 16    | 3     |
| 3             | 12:01         | 6             | 75            | 02:59         | LIB           | TD de 14 yards par WR Antonio Gandy-Golden à la suite d'une réception de passe de QB Steven Calvert + 1 point de conversion par K Alex Probert | 23    | 7     |
| 3             | 06:20         | 6             | 19            | 03:19         | GASO          | FG de 28 yards par K Tyler Bass | 23    | 10    |
| 3             | 02:49         | 5             | 64            | 02:28         | GASO          | FG de 30 yards par K Tyler Bass | 23    | 13    |
| 4             | 01:44         | 13            | 55            | 04:51         | GASO          | FG de 35 yards par K Tyler Bass | 23    | 16    |
| Score final : | Score final : | Score final : | Score final : | Score final : | Score final : | Score final : | 23    | 16    |

## Statistiques
| Nom             | Poste | Équipe            |
| --------------- | ----- | ----------------- |
| Jessie Lemonier | DE    | Flames de Liberty |

| Statistiques                           | Flames de Liberty                                     | Eagles de Georgia Southern                            |
| -------------------------------------- | ----------------------------------------------------- | ----------------------------------------------------- |
| 1er down                               | 19                                                    | 14                                                    |
| 1er down à la course                   | 3                                                     | 7                                                     |
| 1er down à la passe                    | 12                                                    | 4                                                     |
| 1er down suite pénalité                | 4                                                     | 3                                                     |
| Conversion de 3e down                  | 5/16                                                  | 4/17                                                  |
| Conversion de 4e down                  | 0/2                                                   | 0/0                                                   |
| Jeux–yards                             | 72 jeux pour 402 yards                                | 65 jeux pour 289 yards                                |
| Yards à la course                      | 37 courses pour 132 yards moyenne de 3.6 yards/course | 46 courses pour 194 yards moyenne de 4.2 yards/course |
| Yards à la passe                       | 270                                                   | 95                                                    |
| Passes : Réussies-Tentées-Interceptées | 16/35 passes complétées, 2 interceptions              | 10/19 passes complétées, 1 interception               |
| Réussite en zone rouge/chances         | 3/3                                                   | 3/3                                                   |
| TD                                     | 2                                                     | 1                                                     |
| Field Goals                            | 1/2                                                   | 3/3                                                   |
| Sacks (Nombre-Yards)                   | 3 pour 21 yards adverses perdus                       | 1 pour 4 yards adverses perdus                        |
| Fumbles (Nombre/Perdus)                | 1/0                                                   | 0/0                                                   |
| Pénalités (Nombre/Yards perdus)        | 4 pour 45 yards perdus                                | 10 pour 101 yards perdus                              |
| Temps de possession                    | 31:18                                                 | 28:42                                                 |

| Flames de Liberty          |                      | |
| Quarterback                | Stephen Calvert      | 16/32 passes complétées, 270 yards, 2 interceptions, 2 TDs, 1 sack subi                                 |
| Meilleur coureur           | Hickson Frankie      | 22 courses pour 120 yards nets gagnés, 0 TD, moyenne de 5.5 yards/course                                |
| Meilleur receveur          | Gandu-Golden Antonio | 5 réceptions pour 63 yards gagnés, 1 TD                                                                 |
| Meilleur tackler           | Ajayi Solomon        | 9 tacles dont 3 en solo, ½ TFL (3 yards), 3 hits du quarterback                                         |
| Eagles de Georgia Southern |                      | |
| Quarterback                | Shai Werts           | 10/19 passes complétées, 95 yards, 0 TD, 3 sacks subis, 1re passe interceptée depuis le 2 décembre 2017 |
| Meilleur coureur           | Wesley Kennedy III   | 9 courses pour 104 yards nets gagnés, 1 TD, moyenne de 11.6 yards/course                                |
| Meilleur receveur          | Malik Murray         | 4/6 réceptions pour 19 yards gagnés, 0 TD                                                               |
| Meilleur tackler           | Kenderick Duncan Jr. | 8 tacles dont 7 en solo                                                                                 |